# リッカルド・ブロスキ

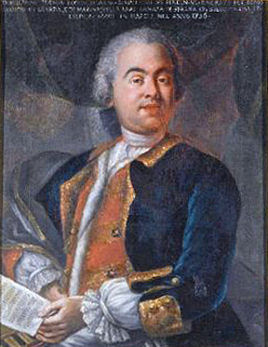
肖像

リッカルド・ブロスキ（Riccardo Broschi、1698年? - 1756年）は、イタリアの作曲家。オペラ作曲家だが現存する作品は少なく、作品そのものよりもカストラートのファリネッリことカルロ・ブロスキの兄として知られる。

## 生涯
リッカルド・ブロスキはナポリで生まれた。父のサルヴァトーレは音楽家だったが1717年に没した。
1725年にナポリのサンタ・マリア・デル・ポポロ教会 (it:Complesso degli Incurabili#Santa Maria del Popolo) の祝祭のために教会音楽を作曲した、というのが知られるかぎり最古のブロスキの作曲活動である。同年ナポリのフィオレンティーニ劇場で彼の唯一のオペラ・ブッファである『聾の老女 (La vecchia sorda)』を上演した。
1726年から弟のカルロとともにイタリア内外を旅行して作曲を行い、弟のほかニコロ・グリマルディ、フランチェスカ・クッツォーニ、ヴィットーリア・テージ、ファウスティーナ・ボルドーニ、アンジェロ・マリア・アモレヴォーリ (Angelo Maria Amorevoli) といった当時のトップ歌手が歌って成功した。
1734年10月に弟がロンドンでハッセ『アルタセルセ』によってデビューしたとき、リッカルド・ブロスキは彼のためのアリアを作曲し、とくに第3幕のアリア「私は揺れる船のように (Son qual nave ch'agitata)」を聞いた客は呆然となったと伝えられる。
1736年秋にヴュルテンベルク公カール・アレクサンダーに招かれてシュトゥットガルトの宮廷作曲家に就任したが、ヴュルテンベルク公は翌年没して宮廷のイタリア・オペラ座は解散してしまった。ブロスキはナポリに戻り、今はマドリードでスペイン王フェリペ5世に仕えている弟の力添えによって（当時ナポリ王国はフェリペ5世の子のカルロスに支配されていた）、ナポリの王室の宮廷楽長などの職を得ようと画策したが、結局うまくいかなかった。
ブロスキはマドリードの弟のもとへ行き、そこで1756年に没した。

## 作品
ウィーンのオーストリア国立図書館およびウィーン楽友協会図書館がいくつかの筆写譜を所蔵しているが、それ以外の音楽は失われた。
- 『聾の老女』 La vecchia sorda （1725年ナポリ。ベルナルド・サッドゥメンテの台本）
- 『アルチーナの島』 L'isola d'Alcina （1728年ローマ。アントニオ・ファンツァリアの台本）
- 『イダスペ』 Idaspe （1730年ヴェネツィア。ジョヴァンニ・ピエトロ・カンディの台本）
- 『エツィオ』 Ezio （1731年トリノ。ピエトロ・メタスタージオの台本）
- 『アリアンナとテゼオ』 Arianna e Teseo （1731年ミラノ。ピエトロ・パリアーティの台本）
- 『メローペ』 Merope （1732年トリノ。アポストロ・ゼーノの台本）
- 『ネローネ』 Nerone （1735年ローマ）
- 『シリアのアドリアーノ』 Adriano in Siria （1735年ミラノ。メタスタージオの台本）

1994年の映画『カストラート』では、『イダスペ』の2つのアリア「忠実な影よ私も (Ombra fidele anch'io)」、「戦場のあの勇士 (Qual guerriero in campo armato)」、およびハッセ『アルタセルセ』のための2つのアリア「私は揺れる船のように (Son qual nave ch'agitata)」、「もし私の唇を信じないなら (Se al labbro mio non crede)」（ただし器楽）が使われている。

## 影響
アントニオ・ヴィヴァルディのオペラ『バヤゼット』（1735年）はパスティッチョで、その中の有名なアリア「戦場のあの勇士 (Qual guerriero in campo armato)」はもともとブロスキが弟のために書いた曲である。
ゲオルク・フリードリヒ・ヘンデルのオペラ『アルチーナ』（1735年）の台本はブロスキが1728年にローマで上演したオペラ『アルチーナの島 (L'isola d'Alcina)』を元にしている。